# Ilobasco
Ilobasco è un comune del dipartimento di Cabañas, in El Salvador, la sua popolazione, di circa 74.983 persone, è dedita al bestiame, all'agricoltura del mais, al commercio e alla ceramica, attività per la quale Ilobasco è più conosciuta.
L'estensione territoriale del comune è di 249,69 Km²; per la sua amministrazione il comune è suddiviso in 18 cantoni e 118 frazioni. La città è divisa in quartieri: San Sebastián, San Miguel, Los Desamparados, El Calvario e La Cruz.
Questo comune è stato la culla di uomini e donne brillanti che hanno contribuito molto alla società salvadoregna, oltre ad essere conosciuta a livello nazionale ed internazionale per i suoi artigianato in terra cotta e porcellana.
Patroni della città sono San Miguel Arcángel (Arcangelo Michele) e la Virgen de los Desamparados (Madonna degli abbandonati). 

## Onomastica
In tutto il territorio di quello che attualmente costituisce il dipartimento di Cabañas, fu occupato dai Lencas e conquistato alla fine del XV secolo dai Pipil. Quindi la sua toponomastica è Lenca, che deriva da due voci della lingua Náhuat: hilotasxca, una tortilla fatta con mais tenero e co, che significa luogo. La sua etimologia è, quindi: "luogo delle tenere tortillas di mais". Durante il periodo coloniale il suo nome fu scritto in vari modi: Gilovasco, Hilobasco, Xilobasco. Pertanto, si chiarisce che la sillaba "bas" o "vas" era una corruzione causata dalla fonetica castigliana.
Nel 1859, un rapporto del comune riportava che Ilobasco significa "filo d'oro", il che è un grave errore, poiché nessun bisillabico "basco" di lingua salvadoregna precolombiana significaba oro.

## Storia

### Periodo Coloniale
Durante il periodo coloniale, nel 1740, San Miguel Ilobasco aveva 75 indiani (modo di contabilità fiscale) affluenti nella sua giurisdizione, che comprendeva circa 375 persone. Questo dato è stato fornito all'epoca dal censimento effettuato dal sindaco di San Salvador, Manuel Gálvez Corral.
La popolazione di Ilobasco, anticamente occupava il luogo denominato "Vecchio Sito" situato a 6 km dalla sua attuale sede.
La città iniziò a formarsi all'inizio del 1600, nel sito attuale, con il nome di San Miguel de Xilobasco o Hilobasco. È quando fu costruita la prima Chiesa, al centro di quella che oggi è la città di Ilobasco. A quel primo edificio risalgono i sedili in pietra, rinvenuti nel 1972 quando furono lastricate le strade che circondano il parco e che oggi si trovano sul lato destro dell'atrio della chiesa e del fonte battesimale. 
In epoca coloniale era amministrato dal convento di Santo Domingo de San Salvador e si trovava a 6 chilometri a nord dell'attuale sede.
E la sua popolazione cresceva grazie alle varie famiglie di origine spagnola che si stabilirono in questo paese e nel 1770 fu un comune annesso alla Parrocchia di Cojutepeque fino a prima dell'indipendenza, quando Ilobasco divenne Parrocchia.

### Post-indipendenza

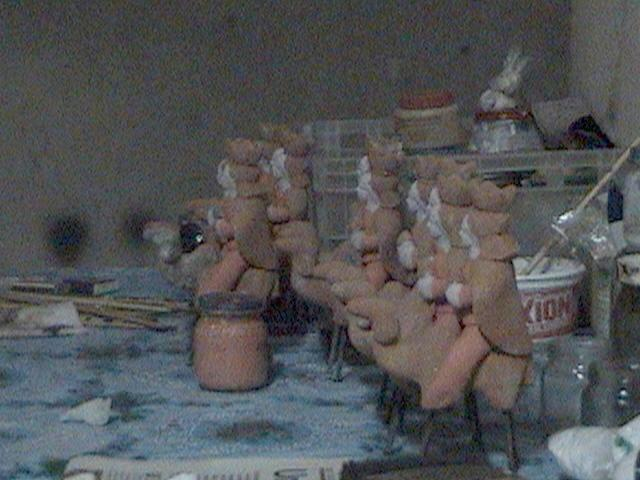
Artefatti in argilla, prima di essere dipinti

Dopo l'indipendenza, il 12 giugno 1824 fu incorporata nel dipartimento di San Salvador, fino a quando nel 1828 fu incorporata nel dipartimento di San Vicente. Infine, il 20 giugno 1835, sotto la presidenza del generale Nicolás Espinoza, fu creato il distretto di Ilobasco, nel dipartimento di Cuscatlán.
Anni dopo, il 23 febbraio 1838 le fu dato il titolo di Villa e lo storico Don Guillermo Dawson precisa che "il comune di Ilobasco fu elevato alla categoria di Città il 18 gennaio 1871.
Il 13 gennaio 1854, il governatore José D. Montiel riferì in un rapporto sui miglioramenti nel dipartimento di Cuscatlán che nella Villa de Ilobasco era in costruzione un pantheon di notevole capacità, la cui facciata era stata completata e 100 canne di muro erano state erette. È stato effettuato un riempimento nella strada che portava al cimitero dove un tempo era un fossato impraticabile ed è stata realizzata una pavimentazione di 41 yarde all'uscita nord del cimitero.
Il sindaco eletto per l'anno 1863 era il Sig. Bernardo Perdomo
Quando il decreto legislativo fu emanato dall'Assemblea nazionale costituente, il 10 febbraio 1873 fu creato il dipartimento di Cabañas con i distretti già esistenti di Ilobasco e Sensuntepeque.

### Uomini illustri di Ilobasco
Questa città è il luogo di nascita di due presidenti della Repubblica, il generale Fernando Figueroa, che governò il paese dal 15 maggio al 18 giugno 1885 e dal 1 marzo 1907 al 28 febbraio 1911; e il generale Rafael Antonio Gutiérrez, che ha ricoperto la prima magistratura del paese dal 10 giugno 1894 al 13 novembre 1898.
Anche uno dei suoi figli più illuminati è Enrique Hoyos, noto ai suoi tempi come "il secondo oratore delle Ande". Il parco cittadino perpetua il suo nome. Un altro nativo di questa città è Darlyn Meza, che è stato Ministro dell'Istruzione nel mandato presidenziale di Elías Antonio Saca tra il 2004 e il 2009.